# Szarek (Banie Mazurskie)
Szarek (deutsch Zargen) ist ein Ort in der polnischen Woiwodschaft Ermland-Masuren und gehört zur Landgemeinde Banie Mazurskie (Benkheim) im Powiat Gołdapski (Kreis Goldap).

## Geographische Lage
Szarek liegt im Südosten des Skallischen Forsts (auch: Altheider Forst, polnisch Lasy Skaliskie) im Nordosten der Woiwodschaft Ermland-Masuren. Bis zur einstigen und heute auf russischem Staatsgebiet gelegenen Kreisstadt Darkehmen (1938 bis 1946 Angerapp, russisch Osjorsk) sind es 16, bis zur heutigen Kreismetropole Gołdap (Goldap) 17 Kilometer.

## Geschichte
An der Stelle von Zargen gab es früher einen Ort namens Sargey (vor 1590) bzw. Sargen (nach 1818). In den Jahren 1900/1902 wurde der Gutsbezirk Zargen aus Teilen des Gutsbezirks Angerapps (1938 bis 1945 Kleinangerapp, polnisch Rapa) neu gebildet, der Amts- und Wohnhäuser der gleichnamigen Försterei umfasste. Im Jahre 1910 zählte Zargen 22 Einwohner.
Am 17. Oktober 1928 wurde der Gutsbezirk Zargen in die Landgemeinde Griesgirren (1938 bis 1945 Grieswalde, polnisch Gryżewo) eingegliedert, die bis 1945 zum Kreis Darkehmen (ab 1939 „Landkreis Angerapp“) im Regierungsbezirk Gumbinnen der preußischen Provinz Ostpreußen gehörte.
In Kriegsfolge kam der Ort 1945 mit dem südlichen Ostpreußen zu Polen und führt seither den polnischen Namen „Szarek“. Es handelt sich heute um eine kleine Waldsiedlung (polnisch osada leśna), die eine Ortschaft bildet im Verbund der Landgemeinde Banie Mazurskie im Powiat Gołdapski, vor 1998 der Woiwodschaft Suwałki, seither der Woiwodschaft Ermland-Masuren zugehörig.

## Kirche
Bis 1945 gehörten die Bewohner Zargens entweder zur evangelischen Kirche in Klein Szabienen/Schabienen (1938 bis 1945 Kleinlautersee, polnisch Żabin) innerhalb der Kirchenprovinz Ostpreußen der Kirche der Altpreußischen Union oder zur katholischen Pfarrei in Goldap im Bistum Ermland. Heute ist die Bevölkerung Szareks der katholischen Pfarrei Żabin im Bistum Ełk (Lyck) der Römisch-katholischen Kirche in Polen bzw. der evangelischen Kirche in Gołdap, einer Filialkirche zu Suwałki in der Diözese Masuren der Evangelisch-Augsburgischen Kirche in Polen zugeordnet.

## Verkehr
Szarek liegt ein wenig abseits im Waldgelände und ist auf einem Landweg von Gryżewo (Griesgirren, 1938 bis 1945 Grieswalde) zu erreichen. Eine Bahnanbindung existiert nicht.